# 河西水库 (昌宁县)
河西水库是中国云南省保山市昌宁县田园镇境内的一座水库，位于县城以北9公里的右甸河上，于1959年开工建设。原为小（一）型水库，后经三次扩建，成为中型水库。水库正常库容为1050万立方米，集雨面积为87平方千米，海拔为1848.3米。水库建成后使右甸坝基本实现旱涝保收，成为昌宁粮食丰产区之一。2010年，该水库被公布为第四批昌宁县文物保护单位。